# Mimacraea schubotzi
Mimacraea schubotzi är en fjärilsart som beskrevs av Schultze 1912. Mimacraea schubotzi ingår i släktet Mimacraea och familjen juvelvingar. Inga underarter finns listade i Catalogue of Life.